# Alberto Franchetti
Alberto Franchetti, född 18 september 1860 i Turin, död 4 augusti 1942  i Viareggio, var en italiensk tonsättare. Han skrev nio uppförda operor, som stilmässigt kan betecknas som en blandning av verismo, wagnerianism och Meyerbeer. Operorna fick betydande framgång på sin tid, men spelas sällan nuförtiden. Cristoforo Colombo, som skrivits till 400-årsjubileet av Amerikas upptäckt, och framför allt Germania anses som hans viktigaste verk.

## Operor och scenverk

### Uppförda
- Asrael, libretto av Ferdinando Fontana, efter Thomas Moores Loves of the Angels (1888)
- Cristoforo Colombo, libretto av Luigi Illica (1892, omarbetad 1923)
- Fior d'Alpe, libretto av L. di Castelnuovo (1894)
- Il signor di Pourceaugnac, libretto av Ferdinando Fontana, efter Molières Monsieur de Pourceaugnac (1897)
- Germania, libretto av Luigi Illica (1902)
- La figlia di Iorio, tonsättning till Gabriele d'Annunzios pjäs La figlia di Iorio (1906)
- Notte di leggenda, libretto av Giovacchino Forzano (1915)
- Giove a Pompei, skriven i samarbete med tonsättaren Umberto Giordano, libretto av Luigi Illica och Ettore Romagnoli (1922)
- Glauco, libretto av Giovacchino Forzano (1922)
- Kermesse, balett (1930)

### Ej uppförda
- Zoroastro (Ferdinando Fontana), (1890)
- Il finto paggio (Giovacchino Forzano), musikkomedi (1924)
- Il Gonfaloniere (Giovacchino Forzano), (1927, ej fullbordad)
- Don Napoleone (eller Don Bonaparte) (Giovacchino Forzano), komisk opera (1941)
- Maria Egiziaca (ofullbordad)